# Jules Écorcheville

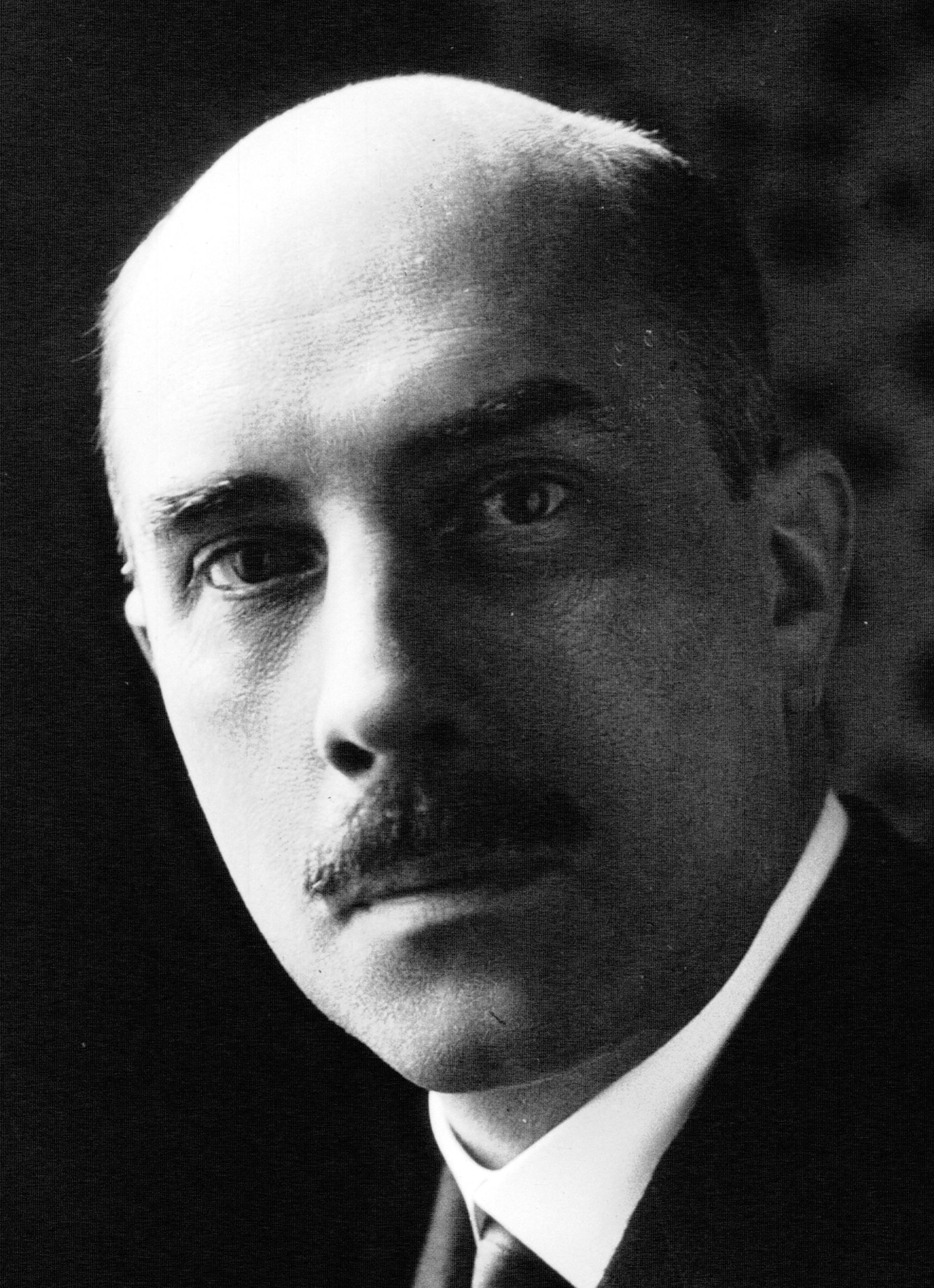
Jules Écorcheville (1913)

Jules Armand Joseph Écorcheville (* 17. Juli 1872 in Paris; † 19. Februar 1915 in Perthes-lès-Hurlus, Frankreich) war ein bedeutender französischer Musikwissenschaftler.

## Leben und Schaffen
Er studierte bis 1894 Philologie an der Sorbonne, war aber gleichzeitig 1887 bis 1890 Kompositionsschüler von César Franck und studierte von 1904 bis 1905 bei Hugo Riemann in Leipzig. 1906 wurde er mit zwei Dissertationen promoviert, nämlich den Vingt Suites … und De Lulli à Rameau …. Sein Interesse galt gleichermaßen der Alten wie der (damals) Neuen Musik. So inventarisierte er einerseits neben vielem anderen die Quellen Alter Musik bis 1750 in der Bibliothèque nationale in Paris, förderte andererseits die Komponisten Erik Satie, Ernest Fanelli (1860–1917) und die Futuristen.
1904 gründete er zusammen mit anderen die Pariser Sektion der seinerzeit bedeutenden und erfolgreichen Internationalen Musikgesellschaft (IMG, auf Französisch S.I.M), die sich, wie er selbst, prononciert für die Alte Musik einsetzte. 1907 führte er die seit Mai 1905 erscheinende musikwissenschaftliche Zeitschrift Mercure musical unter dem neuen Namen Mercure musical et Bulletin français de la S.I.M fort; sie war das Organ der Pariser Sektion der IMG / S.I.M. Hier publizierte er Berichte und Kommentare; Mitarbeiter waren auch Claude Debussy und Maurice Ravel, mit denen er befreundet war.
1912 wurde er zum Präsidenten der IMG gewählt. Er gründete 1909 die Société française des Amis de la Musique, deren Vizepräsident er 1913 wurde.
Mit seinem Vermögen hatte er eine bedeutende Musiksammlung zusammengetragen, sie kam nach seinem Tod in Streubesitz.
Écorcheville war einer der Wegbereiter der französischen Musikwissenschaft, sein Interesse richtete sich besonders auf die Vingt-quatre Violons du Roy; er wurde so zu einem der Pioniere der damals noch entstehenden Alten-Musik-Bewegung. Ein besonderes Anliegen war ihm die internationale Zusammenarbeit der Musikwissenschaft.
Für die deutsche Musikwissenschaft bedeutend wurde er mit dem erwähnten Werk Vingt suites …; es war die Übertragung und Herausgabe von Handschriften des 17. Jahrhunderts aus der  Bibliothek von Kassel und war für die Entwicklung der Alten Musik in Deutschland wichtig.

## Werke (Auswahl)
- Vingt suites d´orchestre du XVIIe siècle français: (1640–1670); publiées pour la première fois d'après un manuscrit de la Bibliothèque de Cassel et précedées d'une étude historique in 2 Bänden, Paris 1906; moderne Nachdrucke.
- De Lulli (sic) à Rameau, 1690–1730 L'Esthetique Musicale, Paris 1906; moderne Nachdrucke.
- Catalogue du Fonds de Musique ancienne de la BN (= Bibliothèque Nationale) in 8 Bänden 1910–1914; moderne Nachdrucke.